# Interton VC 4000
| Video Computer 4000                                                              |
| Logo · Video Computer 4000                                                       |
|                                                                                  |
| Verkaufsstart und Neupreis                                                       |
| 1978 für 398 DM 1978 für 129,95 £                                                |
| Einstellung der Produktion                                                       |
| Mitte 1983                                                                       |
| Hauptprozessor                                                                   |
| Signetics 2650A @ 0,887 MHz                                                      |
| Arbeitsspeicher ab Werk                                                          |
| 37 Byte                                                                          |
| Grafikausgabe                                                                    |
| 128 × 200 in 2 Farben, 4 einfarbige Sprites pro Zeile                            |
| Tonausgabe                                                                       |
| 1 Tongenerator (Ausgabe über TV)                                                 |
| Lieferumfang (Westdeutschland)                                                   |
| Computer, Netzteil, Anleitung, zwei Controller, zwei Styroporschalen, Verpackung |

Der Interton Video Computer 4000 oder kurz Interton VC 4000 ist eine Videospielkonsole der Interton-Electronic Hörgeräte GmbH. Sie basiert auf dem Mikroprozessor Signetics 2650A und war ab 1978 in der Bundesrepublik Deutschland erhältlich, wenig später auch in anderen europäischen Ländern. Erstmals verfügte mit diesem Gerät eine Spielkonsole über einen Controller mit analogen Joysticks und Funktionstastenfeld. Die Produktion wurde wegen Insolvenz des Herstellers im Mai 1983 eingestellt.
Der VC 4000 gilt als die einzige mikroprozessorgesteuerte Videospielkonsole, die in Deutschland entwickelt wurde. Ihre speziellen Controller werden als wegweisend für verschiedene Videospielkonsolen der darauffolgenden Generation angesehen.

## Entwicklung und Vermarktung
Mitte der 1970er Jahre beschloss die in Köln ansässige Interton-Electronic Hörgeräte GmbH die Entwicklung einer eigenen mikroprozessorgesteuerten Spielkonsole. Durch deren Programmierbarkeit sollte ein leichter und preiswerter Austausch von Spielen in Form von Steckmodulen mit eingebauten ROM-Speicherchips ermöglicht werden. Ein solcher Wechsel war mit den damals weit verbreiteten festverdrahteten Konsolen in den meisten Fällen nicht möglich oder die Austauschmodule waren durch die Vielzahl ihrer elektronischen Bauelemente in der Herstellung wesentlich teurer. Häufig musste für jedes neue Spiel eine entsprechende Konsole erworben werden. Expertise im Bereich der Unterhaltungselektronik hatte sich Interton zuvor mit Konsolen wie beispielsweise Interton Video 2000 und Interton Video 3000 erworben.
Die Entwickler des neuen „Videocomputer-Spielsystem“ wählten bei Konstruktionsbeginn im Jahr 1976 den Mikroprozessor Signetics 2650 als Grundlage ihrer Systemarchitektur. Ob die Kombination mit weiteren elektronischen Komponenten in Eigenregie geschah oder ob Interton auf das häufig zitierte 1292 Advanced Programmable Video System des Unternehmens Radofin International zurückgriff, ist ungeklärt. Während der bis ins Jahr 1977 hineinreichenden Entwicklungsarbeiten stattete mit Interton erstmals ein Hersteller seine Konsole mit Controllern aus, die über einen analogen Joystick und ein integriertes Tastenfeld zur Spielbedienung verfügten. Als Produktionsstandort wählte Interton Irland.
Ein Prototyp des Geräts wurde der Öffentlichkeit am 29. August 1977 auf der Internationalen Funkausstellung in Berlin vorgestellt. Dort verkündete Interton auch den geplanten Verkaufsstart für den Februar 1978 und einen Preis von etwa 300 DM. Die Markteinführung verzögerte sich jedoch bis Herbst des Jahres. Die zwischenzeitlich in „Video Computer 4000“ oder kurz „VC 4000“ umbenannte Konsole konnte dann in Westdeutschland und in Großbritannien in Warenhäusern und über den Versandhandel erworben werden. Der Hersteller betonte in der begleitenden gedruckten Werbung insbesondere die innovative Nutzung des heimischen Fernsehers („Ihr Fernsehgerät kann mehr, als Sie glauben“) durch ein „zukunftssicheres“ Gerät, mit dem man alle von Interton „heute, morgen und übermorgen“ herausgebrachten Spiele nutzen könne.
Der Preis im Katalog 1978/79 von Quelle GmbH beispielsweise betrug zunächst 398 DM (entspricht heute etwa 570 EUR), wurde aber bereits im Jahr 1979 auf 298 DM (heute ca. 430 EUR) gesenkt. In Großbritannien kostete das Gerät bei Verkaufsstart 129,95 Pfund Sterling, womit es etwa 25 Prozent teurer als in Westdeutschland war. Der VC 4000 war damit bei Erscheinen sowohl in Deutschland als auch Großbritannien günstiger als die ebenfalls 1978 erschienene Konsole Philips G-7000. Vermutlich kurz nach dem Verkaufsstart war das Gerät über regionale Anbieter auch in Österreich, den Niederlanden, Frankreich, Spanien und Australien erhältlich.
Im Jahr 1979 lizenzierte Interton den VC 4000 an den Elektronikkonzern Grundig. Wegen seines speziellen TV-Anschlusses konnte dieser ansonsten fast baugleiche Super Play Computer 4000 nur mit Super-Color-Fernsehern von Grundig betrieben werden. Im Produktkatalog Grundig-Revue von 1979 beschrieb der Hersteller seine Konsole daher als „ideale[s], immer aktuelle[s] Tele-Spiel-System für Ihr Super Color Spitzenmodell“, das „zu jeder Tages- und Nachtzeit Spielspaß ohne Grenzen, Unterhaltung und Lernstoff am laufenden Band“ biete. Das Gerät wurde zusammen mit dem Spielmodul Autorennen ausgeliefert und kostete Ende 1979 etwa 380 DM. Die Körting Hannover AG brachte mit dem Tele-Video-Computer TVC 4000 ein weiteres Lizenzgerät auf den Markt.
Nach und nach stellte Interton insgesamt 37 Spiele für den VC 4000 zur Verfügung. Die ersten Titel kosteten im Quelle-Katalog von 1978/79 zunächst 49,95 DM, nur wenig später waren die Preise auf bis zu 99 DM angehoben worden. In Großbritannien konnten die Module für 15 Pfund Sterling erworben werden. Im Mai 1983 stellte das in Konkurs gegangene Unternehmen Interton die Produktion ein und es wurde mit dem Ausverkauf noch verbliebener Bestände begonnen. Verkaufszahlen sind nicht bekannt.
| 1978/79 | 1979   | 1979/80 | 1980   | 1980/81 | 1981   | 1981/82 | 1982   | 1982/83   | 1983   |
| ------- | ------ | ------- | ------ | ------- | ------ | ------- | ------ | --------- | ------ |
| 398 DM  | 298 DM | 298 DM  | 298 DM | 298 DM  | 298 DM | 328 DM  | 328 DM | unbekannt | 289 DM |

## Technische Details
Auf der Oberseite des Plastikgehäuses befinden sich der Aufnahmeschacht für das Steckmodul und diverse Tasten zur Steuerung des Geräts. Die elektronischen Komponenten befinden sich auf einer Platine, die im Inneren des Gehäuses verbaut ist. Die beiden identischen, jeweils etwa 200 Gramm schweren Controller können zum Spielen den entsprechenden Gehäusemulden entnommen werden. Verbunden sind sie mit dem Grundgerät jeweils über ein ca. 1 Meter langes Kabel, das an der Rückseite der Konsole eingesteckt wird.

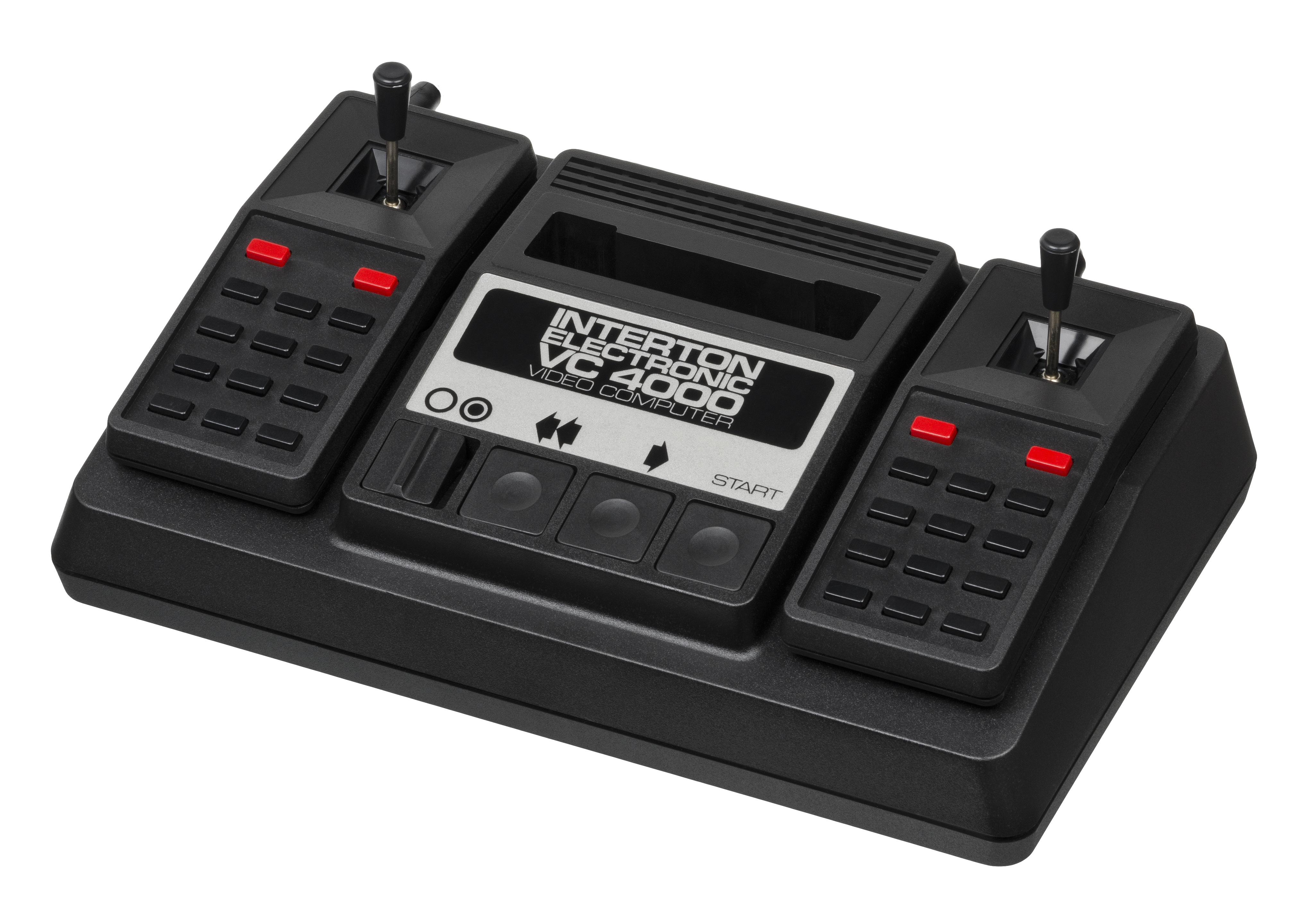
Interton VC 4000 mit eingelegten Controllern in ausgeschaltetem Zustand
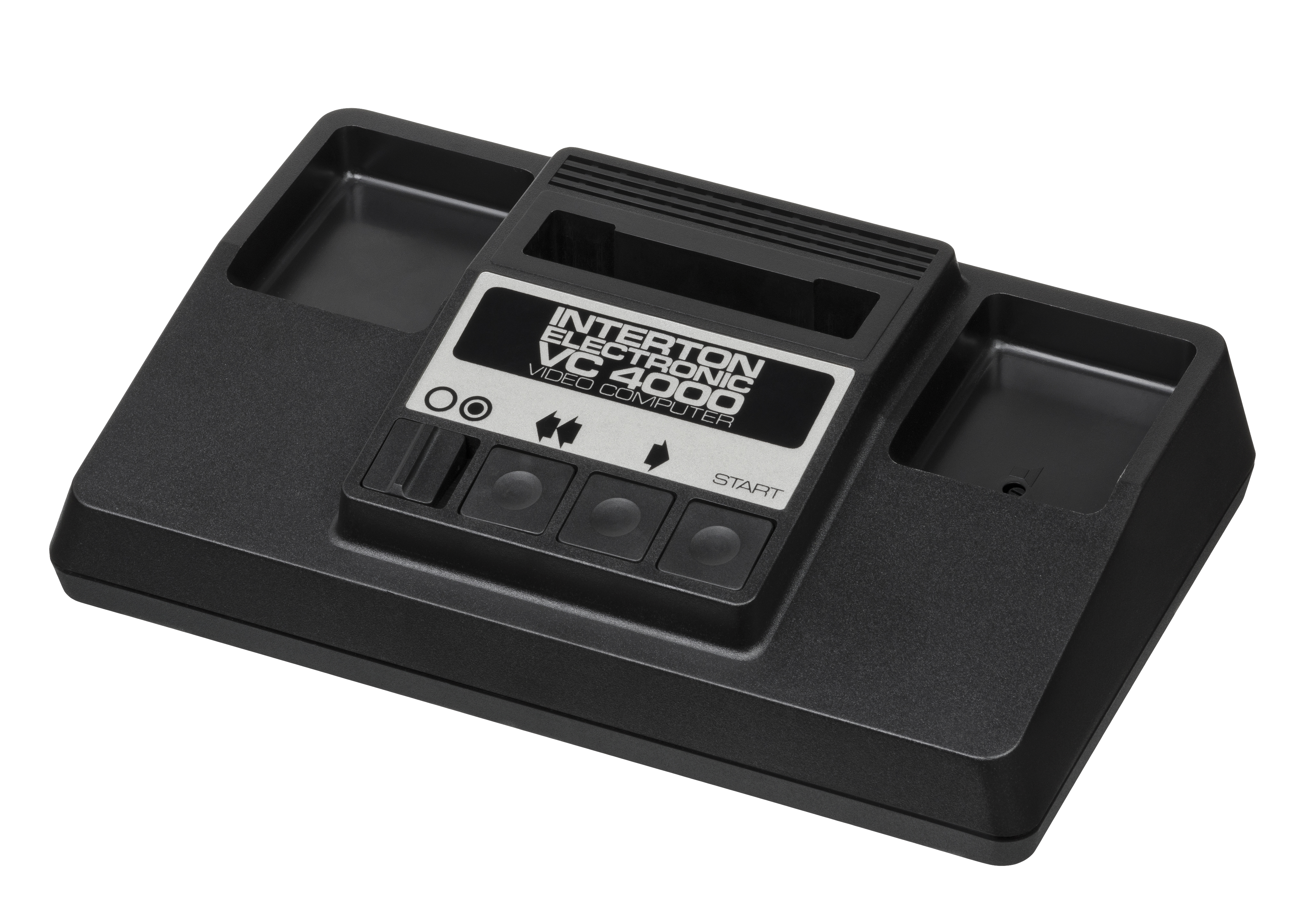
In der rechten Controllermulde befindet sich die Lautstärkeregelung
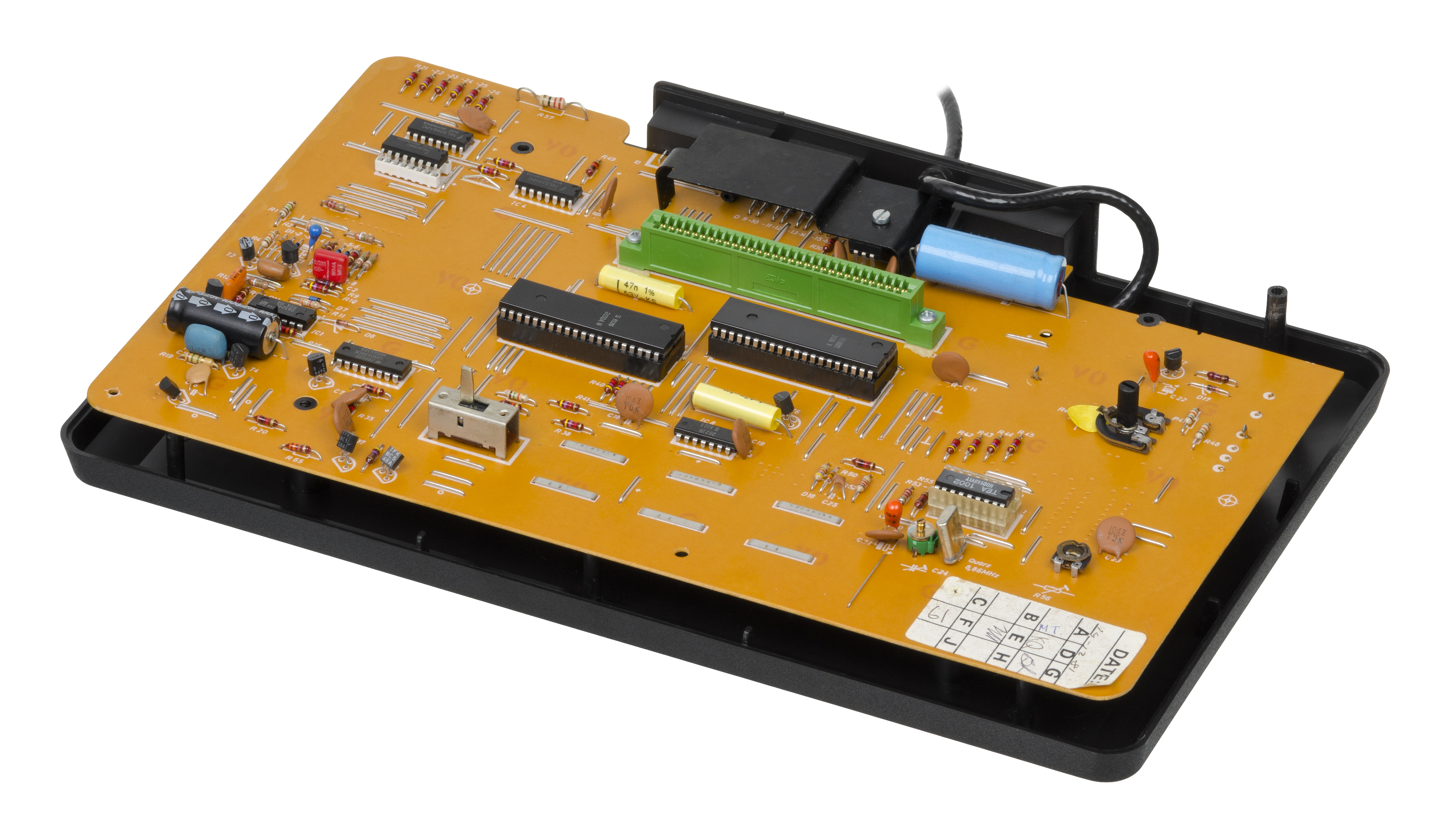
Obere Gehäusehälfte entfernt
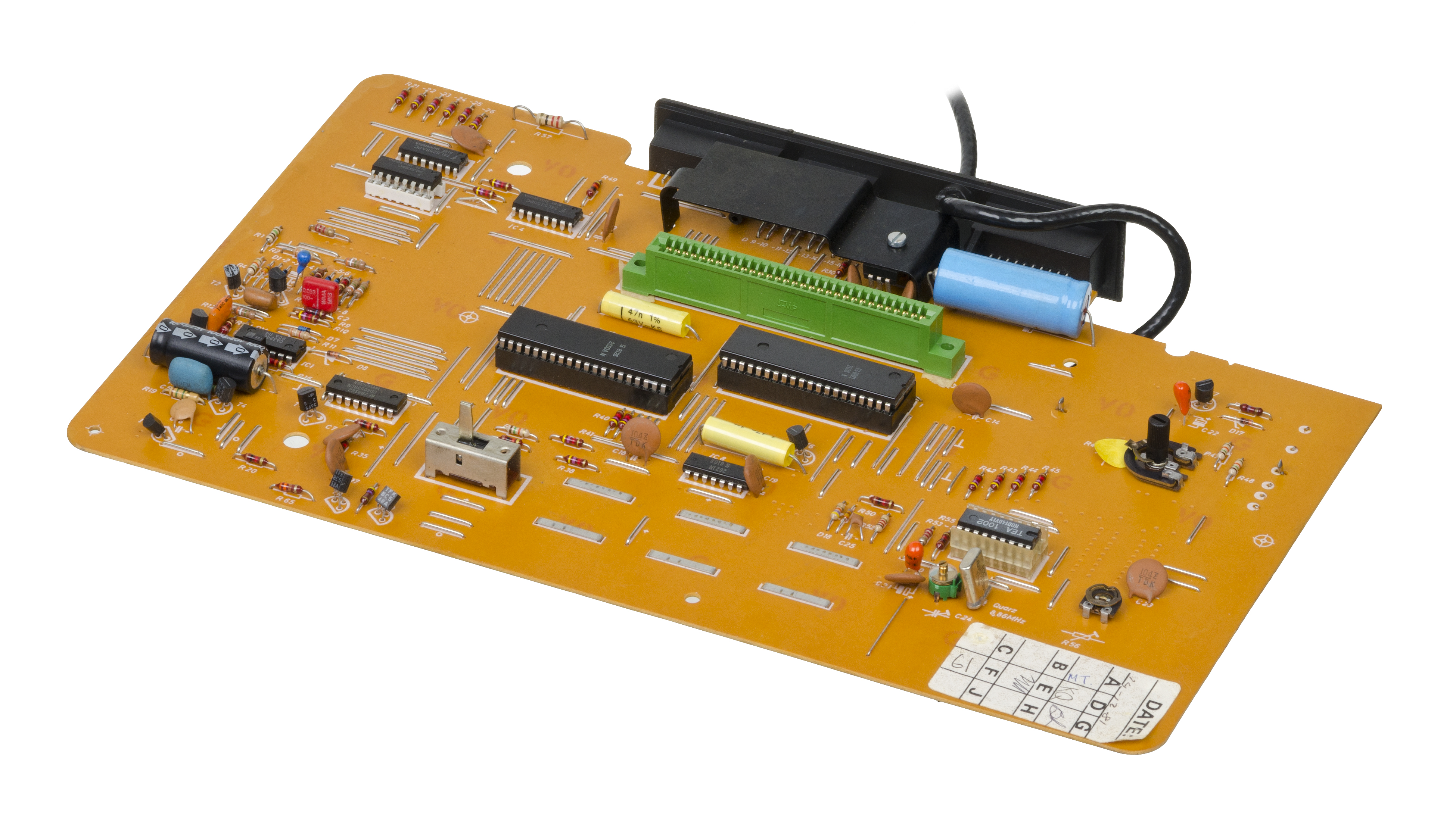
Hauptplatine mit Steckmodulaufnahme (grün) und Anschlüssen an der Rückseite
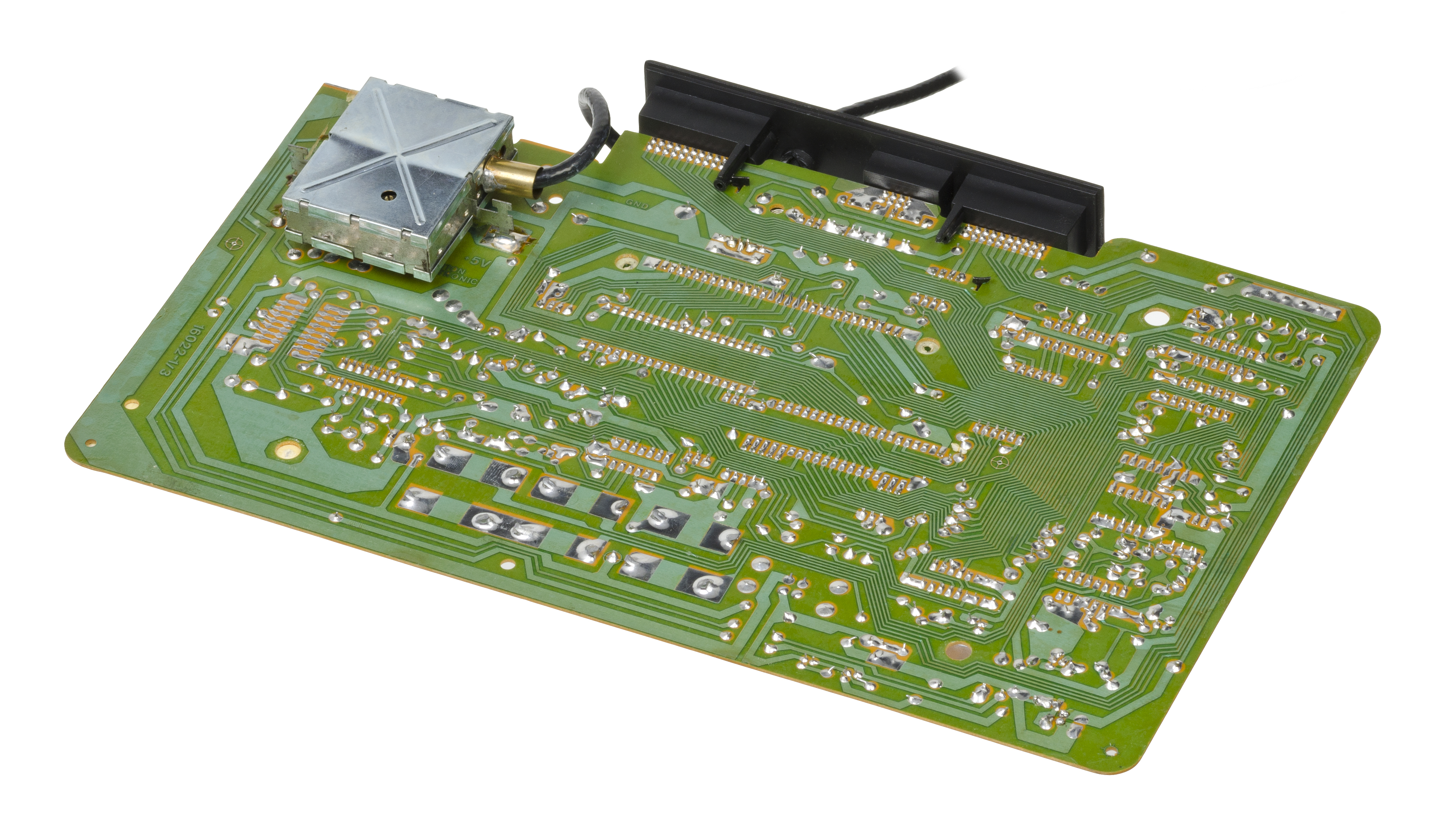
Rückseite der Platine mit HF-Modulator im Metallgehäuse

### Hauptprozessor
Der VC 4000 basiert auf dem 8-Bit-Mikroprozessor Signetics 2650A mit einem Systemtakt von ca. 0,887 MHz. Diese CPU kann auf einen Adressraum von 32768 Byte zugreifen, was auch die theoretisch mögliche Obergrenze des Arbeits- bzw. Festwertspeichers von 32 Kilobytes (KB) festlegt. Der Adressraum segmentiert sich beim VC 4000 in verschiedene Abschnitte unterschiedlicher Größe. Aus praktischen Gründen ist es üblich, für deren Adressen anstelle der dezimalen Notation die hexadezimale zu verwenden. Ihr wird zur besseren Unterscheidbarkeit üblicherweise ein $-Symbol vorangestellt. Den Adressen von 0 bis 32767 in dezimaler Notation entsprechen im hexadezimalen System die Adressen $0000 bis $7FFF. Die bis zu 6 KB umfassenden Inhalte von Steckmodulen etwa werden beim VC 4000 ab der Speicheradresse $0000 eingeblendet.
Unmittelbar nach dem Einschalten des Geräts mit dem Schiebeschalter beginnt die CPU mit dem Auslesen der Inhalte eines eingesteckten Spiels: es erscheint zunächst ein roter Farbstreifen auf dem Bildschirm. Durch Betätigen der Einlesetaste (Doppelpfeil-Piktogramm) wird nun das erste Spiel des Steckmoduls gestartet. Mithilfe der Fortschalt-Taste (Pfeil-Piktogramm) können weitere Spiele bzw. Spielvariationen ausgewählt und durch Drücken der Start-Taste ausgeführt werden. Die Konsole verfügt über keine eigene Firmware.

### Grafik- und Tonerzeugung

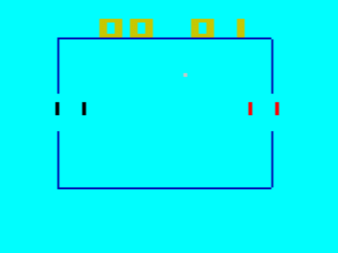
Screenshot von Ballspiele mit Schlägern (schwarzes und rotes Sprite), Ball (gelbes Sprite), Spielfeld (dunkelblauer Rahmen) und separater Punkteanzeige für jeden Spieler (Ziffernblöcke oben)

Die Grafik- und Tonerzeugung übernimmt der ebenfalls von Signetics stammende elektronische Baustein Programmable Video Interface 2636, der im Adressbereich von $1E80 bis $1FFF angesprochen wird. Der VC 4000 stellt mit seiner Hilfe maximal 128 horizontale und 200 vertikale Bildpunkte dar. Der Bildschirm für die Spielfläche ist dabei in 16 × 20 unterschiedlich hohe, aber jeweils acht Bildpunkte breite Zellen eingeteilt. In allen Zellen können lediglich vier verschiedene horizontale Punktemuster dargestellt werden. Das vom VC 4000 erzeugbare Spielfeld beschränkt sich daher auf gitterartige Strukturen, erweitert um die Möglichkeit, im oberen und unteren Bereich Punktestände einzublenden. Es steht eine Auswahl von insgesamt acht Farben zur Verfügung, wobei für das Spielfeld lediglich zwei (Vordergrund und Hintergrund) gleichzeitig darstellbar sind.
Der Grafikbaustein erlaubt es zudem, bis zu vier unabhängige Grafikobjekte pro Zeile zu ergänzen. Diese Sprites werden gemäß benutzerdefinierbaren Überlappungsregeln in das aktuelle Hintergrundbild kopiert und dann einer Kollisionsprüfung unterzogen. Dabei wird festgestellt, ob sich die Sprites untereinander oder Teile des Hintergrundbildes wie beispielsweise Labyrinthwände berühren. Diese Fähigkeiten dienen der vereinfachten Erstellung von Spielen mit interagierenden Grafikobjekten und schnellem Spielgeschehen.
Der 2636 enthält zudem den insgesamt 37 Byte umfassenden Arbeitsspeicher des VC 4000. Weiterer RAM ist durch Steckmodule nachrüstbar. In den beiden von Interton herausgebrachten Schachspielen beispielsweise sind neben dem Festwertspeicher mit den Programminhalten jeweils auch 1 KB Arbeitsspeicher verbaut, um die Spielzüge berechnen und protokollieren zu können. Zu den weiteren Aufgaben des 2636 gehört die Abfrage der beiden Controller und auch die auf einen Audiokanal beschränkte Ton- und Geräuscherzeugung. Die vom VC 4000 und Körting-Lizenzgerät bereitgestellten Bild- und Audiodaten werden anschließend in einen HF-Modulator eingespeist, der sich auf der Unterseite der Hauptplatine befindet. Das dabei erzeugte Signal wird über ein Fernsehgerät mit Antenneneingang ausgegeben.
Der Super Play Computer 4000 ist dagegen ausschließlich für den Betrieb mit Fernsehern der Super-Color-80-Serie von Grundig vorgesehen, an deren proprietären Universal-Cassettenschacht er mithilfe eines speziellen Steckers angeschlossen wird. Der Stecker enthält einen Schnittstellenbaustein, auf dem sich elektronische Schaltungen zur Erzeugung der Fernsehsignale für Bild und Ton befinden. Durch die damit realisierte RGB-Ansteuerung des Fernsehgerätes ist die Bildqualität überdurchschnittlich gut, da eine störanfällige Hochfrequenzmodulation wie etwa beim Interton VC 4000 entfällt. Zudem wird die Spielkonsole über diesen Anschluss mit Strom versorgt, so dass für den Betrieb des Super Play Computer 4000 kein externes Netzteil erforderlich ist.

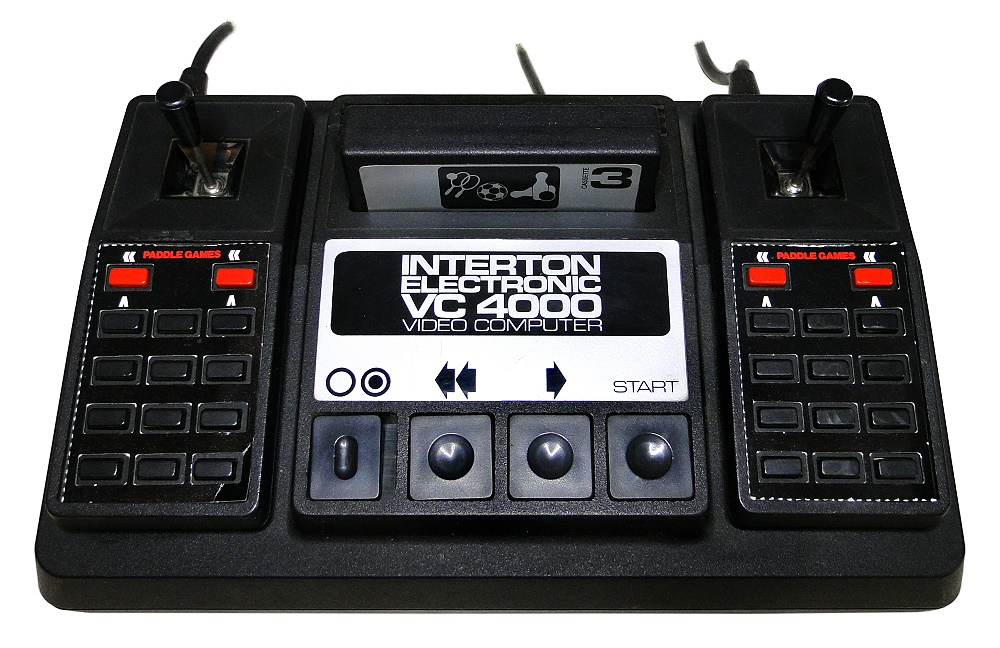
VC 4000 mit Steckmodul Ballspiele und Schablonen für die Controller
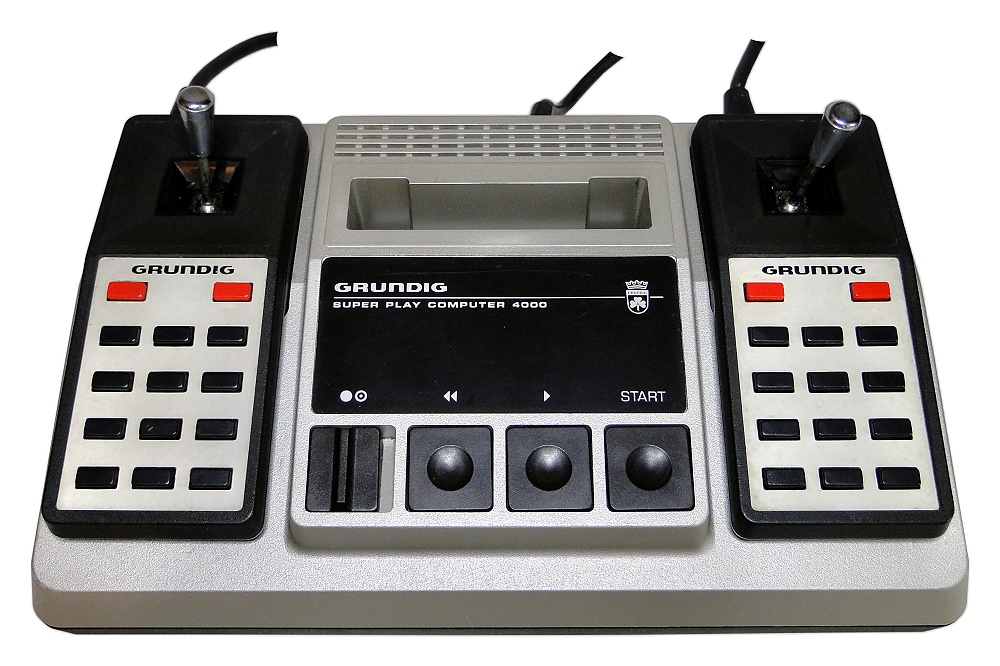
Grundig Super Play Computer 4000
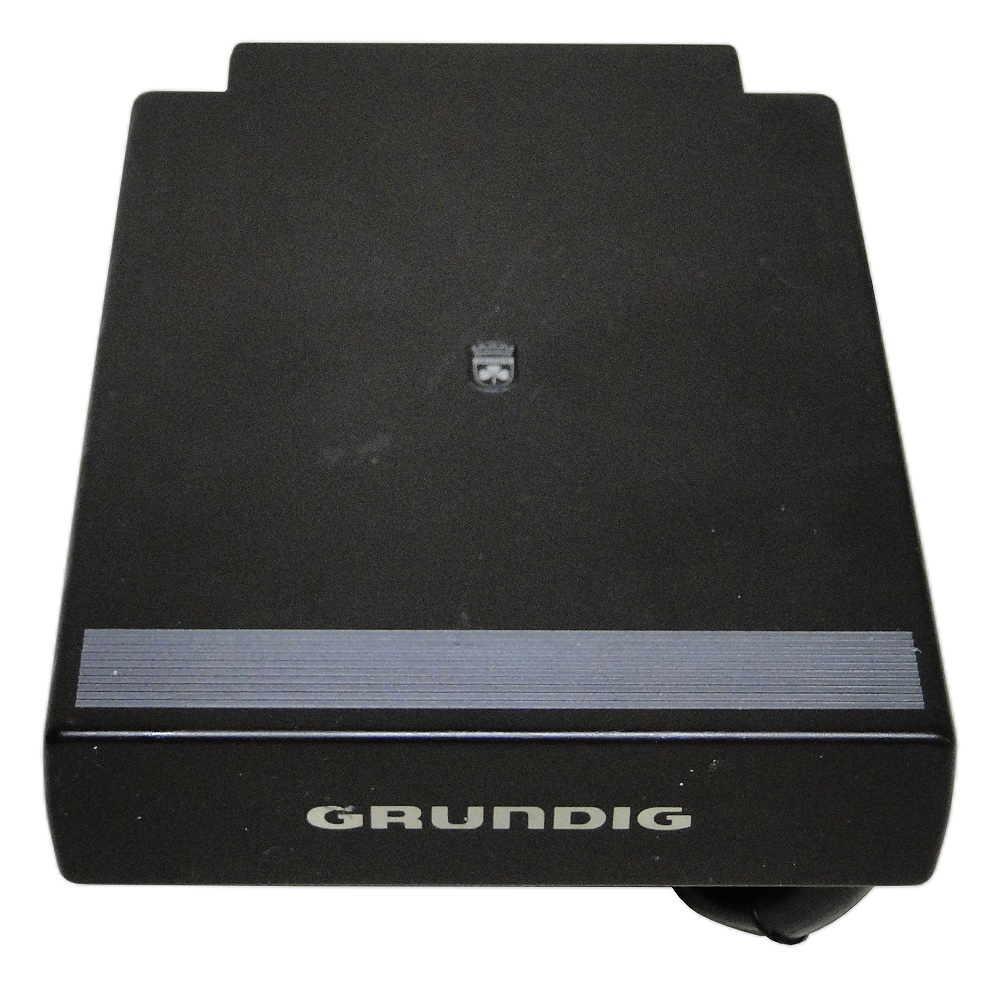
TV-Stecker von Grundigs Konsole
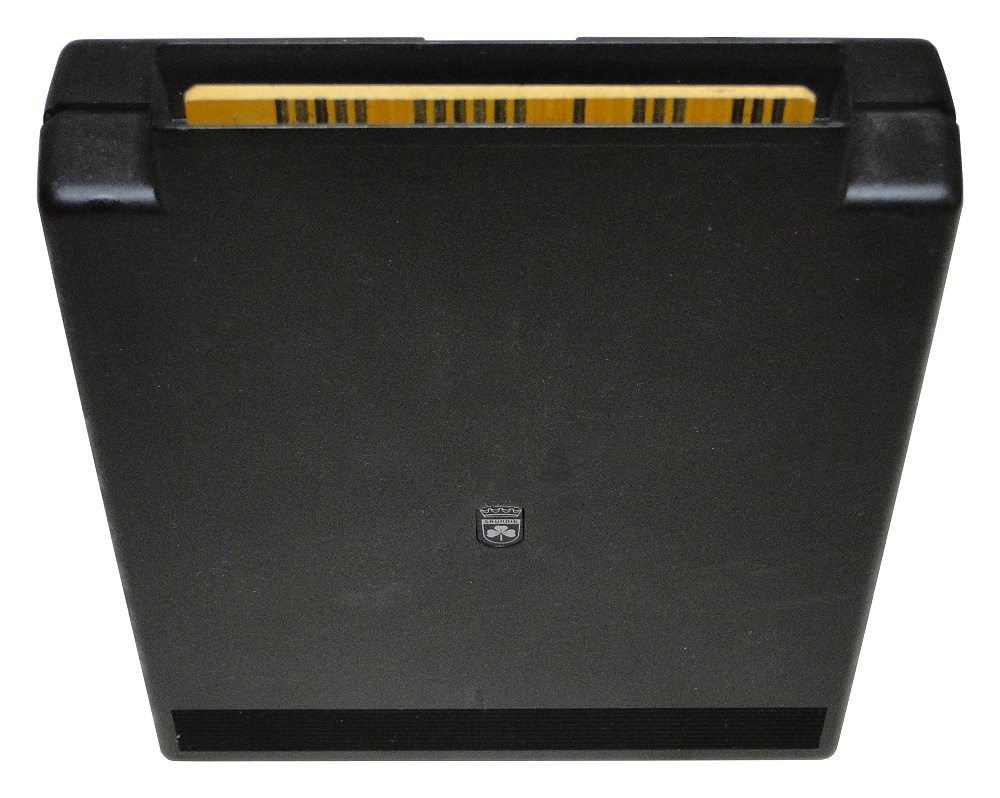
Kontaktzungen der Platine im TV-Stecker

### Controller
Die in den Controllern verbauten Spielhebel sind anstelle der damals üblichen Kontaktpunkte oder Mikroschalter mit Drehwiderständen ausgestattet. Eine Hebelbewegung wird somit analog, das heißt stufenlos weitergegeben. Eine heftigere Bewegung des Joysticks führt – bei entsprechender programmtechnischer Abfrage – auch zu einer schnelleren Bewegung beispielsweise einer Spielfigur. Jeder Controller beinhaltet zudem ein Feld mit 14 Tasten. Deren Funktionen werden durch eine auflegbare Pappschablone, die einigen Spielen beigefügt ist, gekennzeichnet. Nur etwa die Hälfte aller erschienenen Spiele macht von den Tasten Gebrauch, wobei je nach Art des Spiels unterschiedlich viele davon unterstützt werden. Beispielsweise nutzt Fußball zur Ansteuerung jeder der elf Spielfiguren und zum Schießen des Balles jeweils eine eigene Taste. Komplexe Spiele wie Schach und Backgammon profitieren ebenfalls von den vielfachen Eingabemöglichkeiten per Tastenfeld.

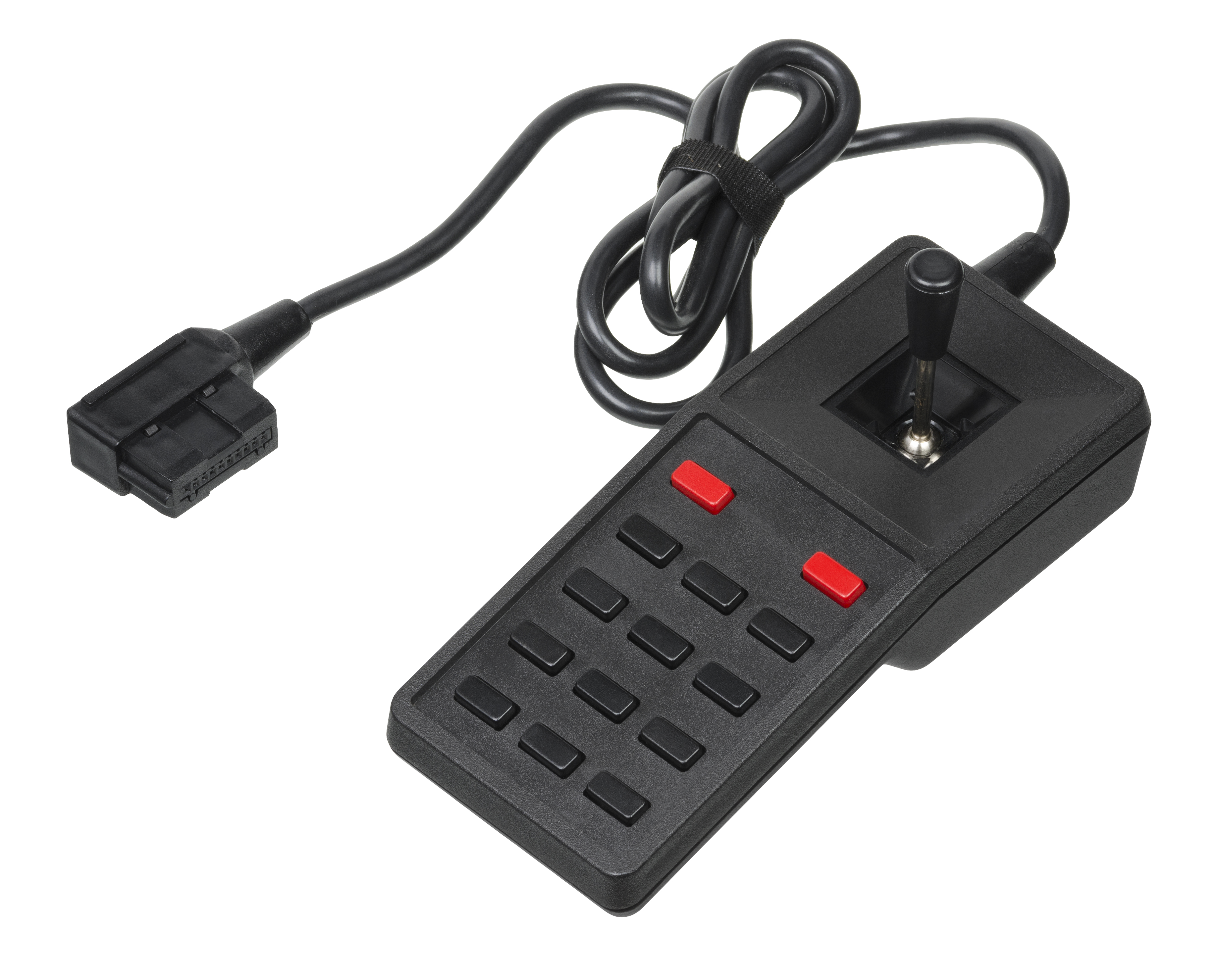
Controller mit Verbindungskabel
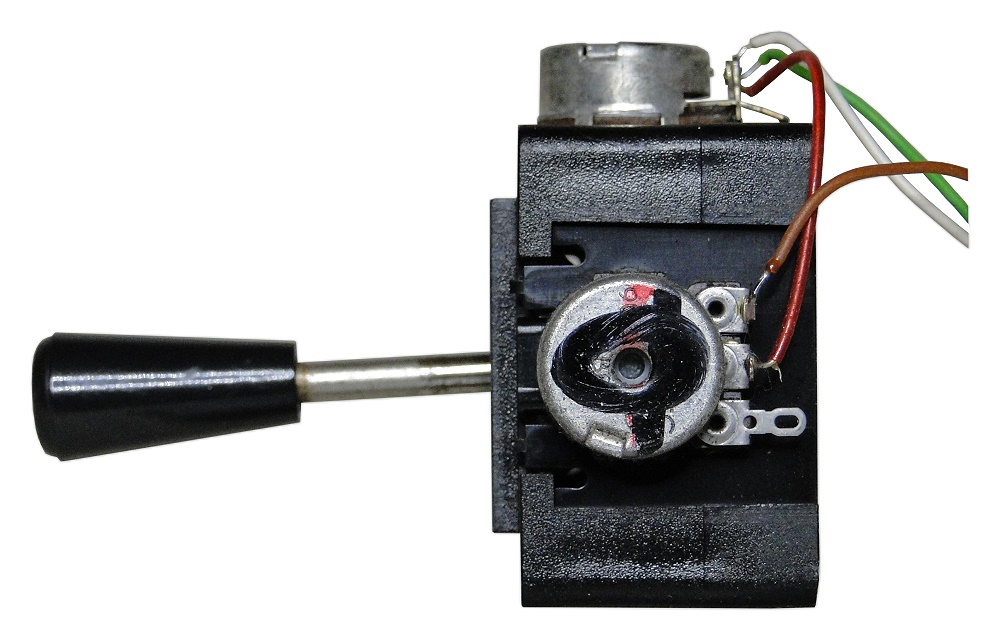
Steuerknüppeleinheit
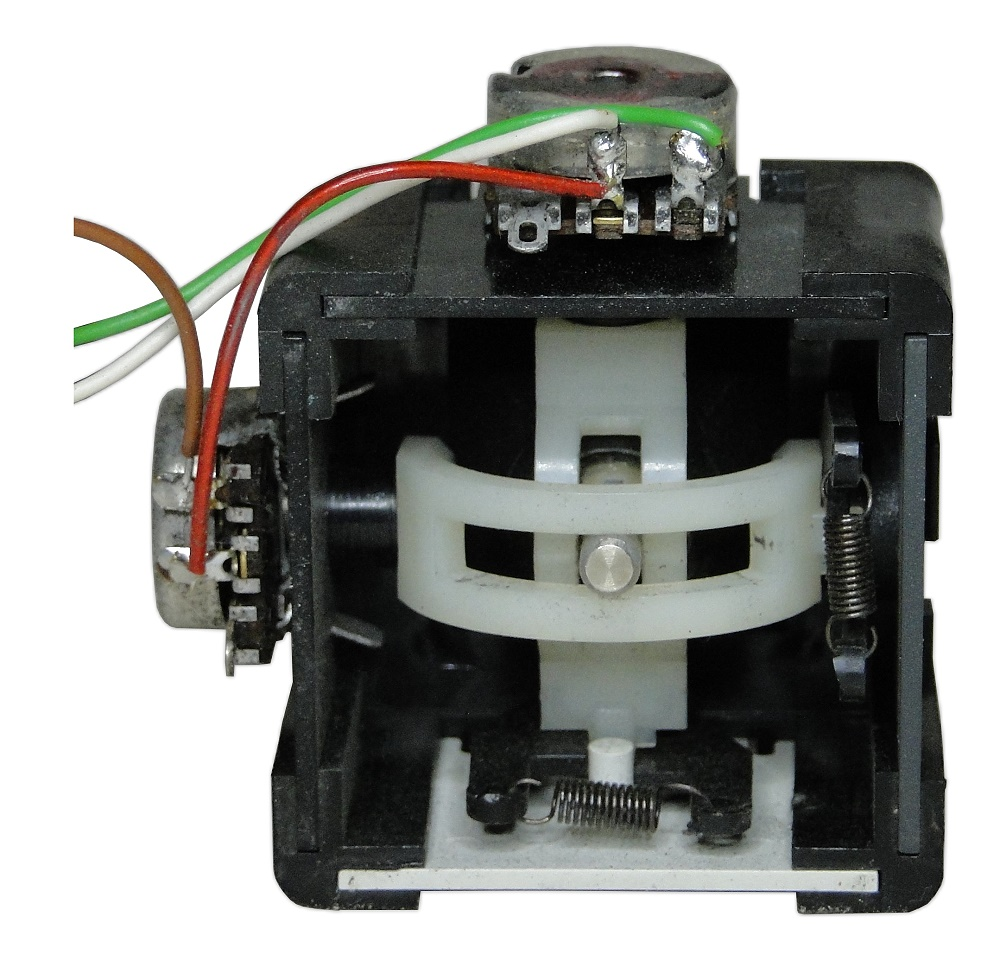
Antrieb der Drehwiderstände (oben und links) mit Rückstellfedern
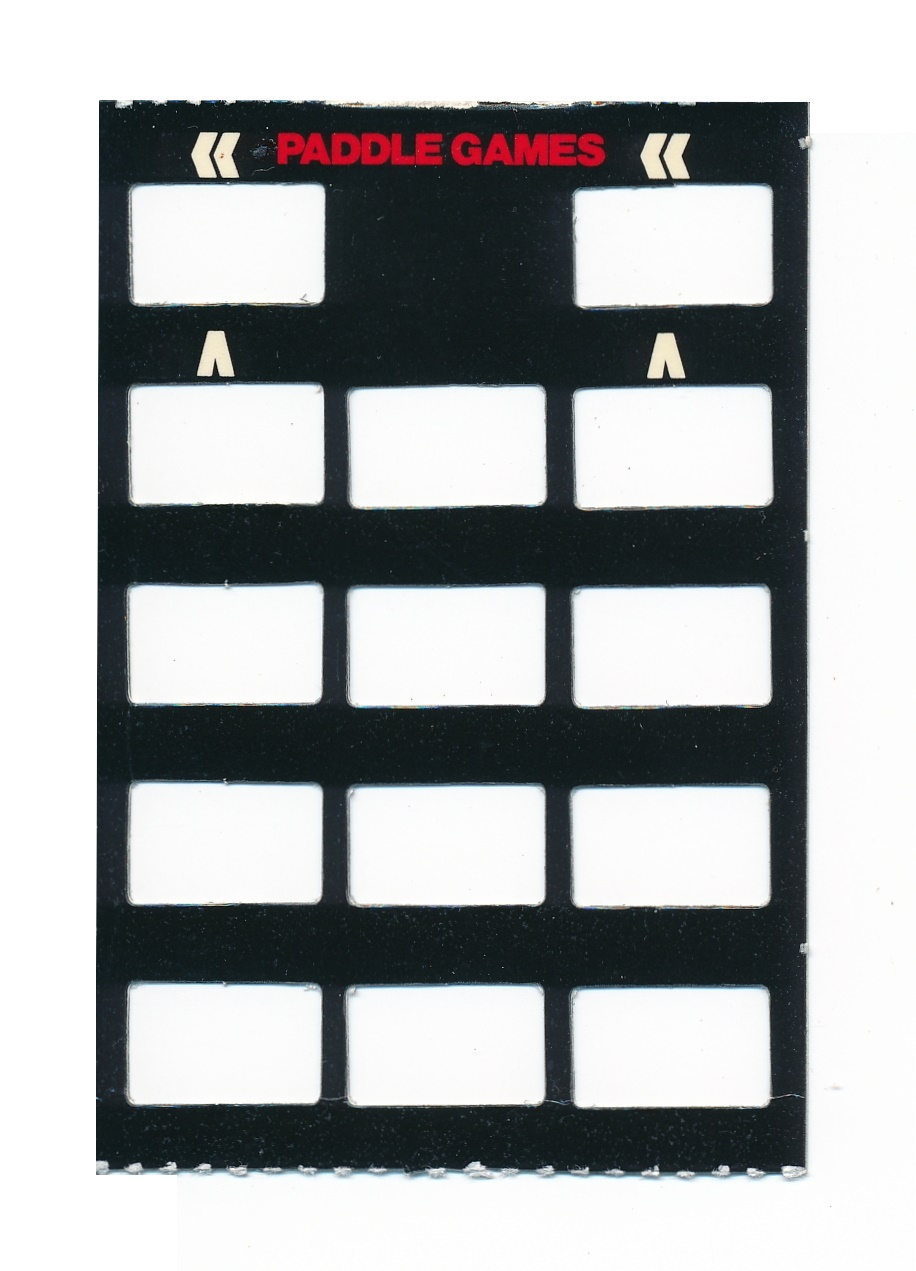
Überlegeschablone für Ballspiele

## Spiele
Viele der für den VC 4000 erschienenen Spiele stammen vermutlich von Mitarbeitern des Elektronikkonzerns Philips, dem Hersteller der Signetics-Schaltkreisreihe. Einige Spiele übernahm Interton von externen Entwicklern wie z. B. Paul-Jürgen Dickers, Martin Greiner und Hans-Heinz Bieling oder beauftragte diese. Weitere Spiele stammen aus Asien. Interton bot insgesamt 37 verschiedene Spiele an.
Mithilfe von auch kommerziell vertriebenen Adaptern lassen sich zudem Spiele anderer Computer und Konsolen, die auf dem Chipsatz von Signetics basieren, benutzen. Beispielsweise erlaubt ein Anfang 1983 von der britischen Firma Voltmace verkaufter Adapter das Abspielen der Spiele des Voltmace Database Games Computer auf dem VC 4000. Ebenso konnten Programme des software-kompatiblen Elektor 2650 TV Spiel-Computer, ein Eigenbau-Projekt der Zeitschrift Elektor, auf den VC 4000 portiert werden. Hans-Heinz Bieling etwa diente dieser Computer als Entwicklungssystem für Interton-Spiele. Rechnet man die von Fremdherstellern wie Radofin, Acetronic, Teleng, Rowtron, Voltmace und Prinztronic übertragbaren Spiele hinzu, so stehen dem VC 4000 insgesamt 48 unterschiedliche Spiele zur Verfügung.
| Titel                      | Nummer | Spielvariationen | ROM-Größe | Autor               | Anzahl der Spieler     | Besonderheiten                        |
| -------------------------- | ------ | ---------------- | --------- | ------------------- | ---------------------- | ------------------------------------- |
| Autorennen                 | 1      | 10               | 2 KB      | unbekannt           | 1 oder 2 (simultan)    | ohne Tastaturschablone ausgeliefert   |
| BlackJack                  | 2      | 2                | 2 KB      | unbekannt           | 1 oder 2 (simultan)    |                                       |
| Ballspiele                 | 3      | 60               | 2 KB      | unbekannt           | 1 oder 2 (simultan)    |                                       |
| Panzerschlacht / Luftkampf | 4      | 26               | 2 KB      | unbekannt           | 2 (simultan)           |                                       |
| Mathematik I               | 5      | 168              | 2 KB      | unbekannt           | 1 oder 2 (simultan)    |                                       |
| Mathematik II              | 6      | 104              | 2 KB      | unbekannt           | 1 oder 2 (simultan)    |                                       |
| Luftkampf / Seegefecht     | 7      | 20               | 2 KB      | unbekannt           | 2 (simultan)           | ohne Tastaturschablone ausgeliefert   |
| Memory                     | 8      | 16               | 2 KB      | unbekannt           | 1 oder 2 (simultan)    | ohne Tastaturschablone ausgeliefert   |
| Intelligenz                | 9      | 16               | 2 KB      | unbekannt           | 1 oder 2 (simultan)    | ohne Tastaturschablone ausgeliefert   |
| Wintersport                | 10     | 3                | 2 KB      | unbekannt           | 1 oder 2 (simultan)    | ohne Tastaturschablone ausgeliefert   |
| Hippodrom                  | 11     | 16               | 2 KB      | unbekannt           | 1 oder 2 (simultan)    | ohne Tastaturschablone ausgeliefert   |
| Jagd                       | 12     | 64               | 2 KB      | unbekannt           | 1 oder 2 (simultan)    | ohne Tastaturschablone ausgeliefert   |
| Schach                     | 13     | 4                | 4 KB      | unbekannt           | 1 oder 2 (simultan)    | mit zusätzlichen 1 KB Arbeitsspeicher |
| Motocross                  | 14     | 4                | 4 KB      | Hans-Heinz Bieling  | 1 oder 2 (simultan)    | ohne Tastaturschablone ausgeliefert   |
| Intelligenz II             | 15     | 14               | 2 KB      | unbekannt           | 1 oder 2 (simultan)    | ohne Tastaturschablone ausgeliefert   |
| Intelligenz III            | 16     | 24               | 2 KB      | unbekannt           | 1 oder 2 (simultan)    |                                       |
| Circus                     | 17     | 16               | 2 KB      | unbekannt           | 1 oder 2 (simultan)    | ohne Tastaturschablone ausgeliefert   |
| Boxkampf                   | 18     | 1                | 4 KB      | unbekannt           | 2 (simultan)           | ohne Tastaturschablone ausgeliefert   |
| Krieg im Weltraum          | 19     | 8                | 2 KB      | unbekannt           | 1 oder 2 (simultan)    | ohne Tastaturschablone ausgeliefert   |
| Memory II / Melodie        | 20     | 1                | 2 KB      | unbekannt           | 1 oder 2 (simultan)    |                                       |
| Intelligenz IV / Reversi   | 21     | 30               | 2 KB      | unbekannt           | 1 oder 2 (simultan)    | ohne Tastaturschablone ausgeliefert   |
| Schach II                  | 22     | 4                | 6 KB      | unbekannt           | 1 oder 2 (simultan)    | mit zusätzlichen 1 KB Arbeitsspeicher |
| Flipper                    | 23     | 8                | 2 KB      | unbekannt           | 1 oder 2 (simultan)    |                                       |
| Fußball                    | 24     | 1                | 2 KB      | unbekannt           | 2 (simultan)           |                                       |
| Bowling / Kegeln           | 25     | 16               | 2 KB      | unbekannt           | 1 oder 2 (simultan)    | ohne Tastaturschablone ausgeliefert   |
| Dame                       | 26     | 15               | 4 KB      | unbekannt           | 1 oder 2 (simultan)    | mit zusätzlichen 1 KB Arbeitsspeicher |
| Golf                       | 27     | 1                | 4 KB      | unbekannt           | 1 oder 2 (simultan)    |                                       |
| Cockpit                    | 28     | 5                | 4 KB      | Martin Greiner      | 1                      |                                       |
| Metropolis / Hangman       | 29     | 1                | 4 KB      | Paul-Jürgen Dickers | 1                      |                                       |
| Solitär                    | 30     | 1                | 2 KB      | unbekannt           | 1                      |                                       |
| Casino                     | 31     | 3                | 2 KB      | unbekannt           | 1 oder 2 (simultan)    |                                       |
| Weltrauminvasoren          | 32     | 16               | 2 KB      | Andrew Choi         | 1 oder 2 (abwechselnd) | ohne Tastaturschablone ausgeliefert   |
| Super Invaders             | 33     | 15               | 2 KB      | unbekannt           | 1 oder 2 (simultan)    | ohne Tastaturschablone ausgeliefert   |
| Backgammon                 | 36     | 4                | 4 KB      | unbekannt           | 1 oder 2 (simultan)    | mit zusätzlichen 1 KB Arbeitsspeicher |
| Monster Man                | 37     | 12               | 4 KB      | unbekannt           | 1                      | ohne Tastaturschablone ausgeliefert   |
| Hyperspace                 | 38     | 3                | 2 KB      | unbekannt           | 1 oder 2 (simultan)    |                                       |
| Super Space                | 40     | 12               | 4 KB      | unbekannt           | 1 oder 2 (simultan)    | ohne Tastaturschablone ausgeliefert   |

## Rezeption
In einem umfassenden Test verschiedener Videospielkonsolen bescheinigte die Stiftung Warentest Anfang 1984 dem VC 4000 bei der technischen Prüfung ein gutes Abschneiden. Besonderes Augenmerk wurde dabei auf die mechanischen Eigenschaften der „Bedienelemente“ gelegt, die die Tester für das Gerät von Interton nach der Dauer- und Fallprüfung als „sehr gut“ bewerteten. Die Güte der Steckverbindungen sei dagegen nur „zufriedenstellend“, ebenso wie die Benutzerfreundlichkeit bei der Inbetriebnahme und Handhabung des Geräts. Auch die Spielanleitungen und die getesteten Spiele selbst ließen zu wünschen übrig: „Die Programme lassen nur geringen Spielfluß aufkommen, und die Einflußmöglichkeiten des Spielers sind recht begrenzt“.

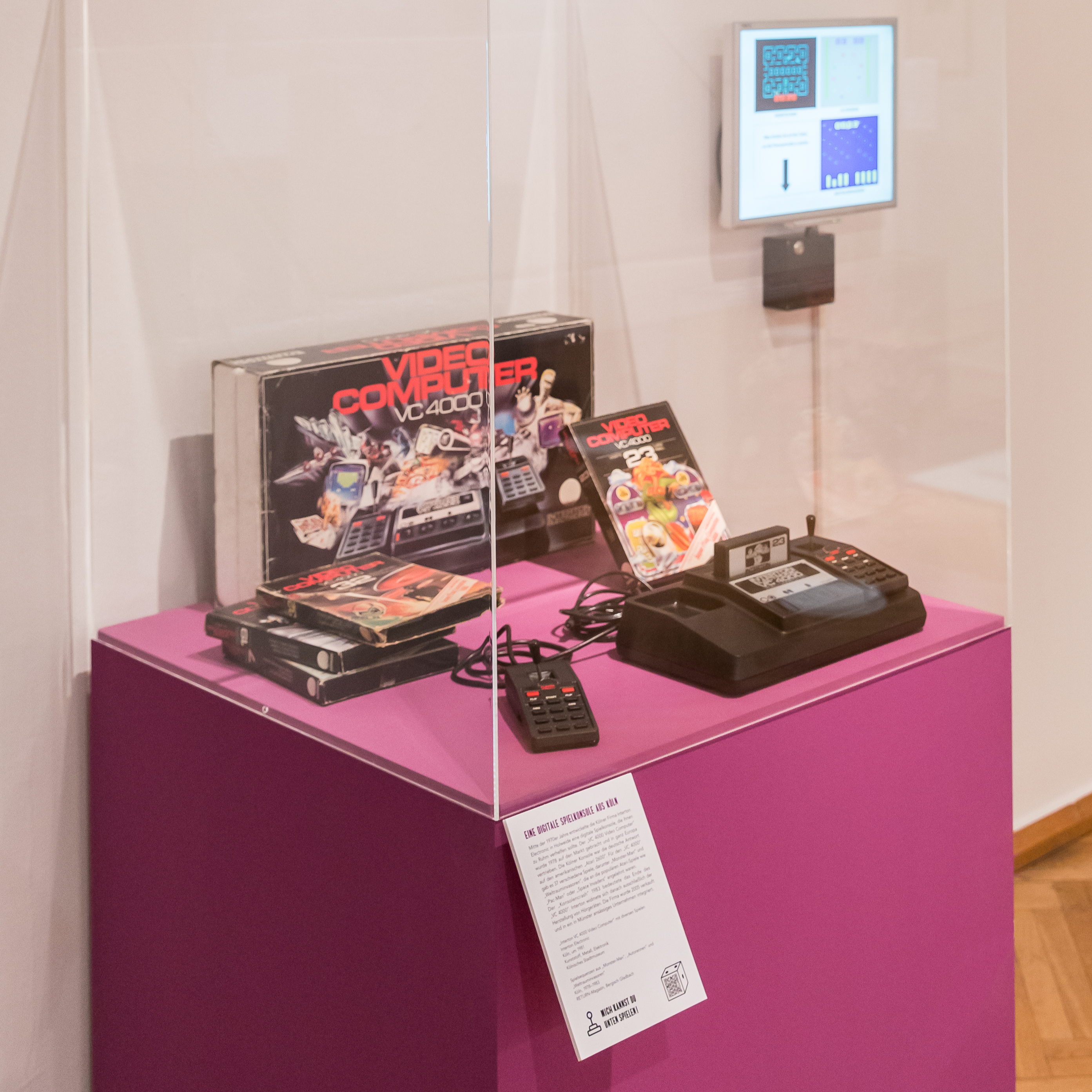
Der VC 4000 auf einer Spieleausstellung in Köln (2018)

Der Sachbuchautor Winnie Forster führt im Jahr 2009 aus, dass die Konsole technisch „zwischen den analogen Spielen der frühen 70er-Jahre und der digitalen Zukunft“ stehe. Es sei ein „erstaunliches Gerät mit durchdachtem Design“ und wirke „wie aus einem Guss“. Konkret lobt Forster das „kompakte“ Gehäuse, die einfachen Bedienelemente und die zuverlässige Verarbeitung. Die Controller seien „zukunftsweisend“ gewesen, und spätere Konsolen wie Mattel Intellivision oder ColecoVision hätten deren Design wieder aufgenommen. Auch die Zeitschrift Retro Gamer attestiert im Jahr 2017 dem VC 4000 „in vielen Gebieten Neuland“ betreten zu haben, wozu insbesondere die analogen und selbstzentrierenden Joysticks zählen würden. Die Nachteile der Konsole sieht Forster in der fehlenden hochauflösenden Grafik und der mangelnden Auswahl an Spielen, obwohl die vorhandenen Spiele für die damalige Zeit eine „Sensation“ gewesen seien. Die Zeitschrift Power Play ordnet 1995 den VC 4000 als dem Atari VCS 2600 gegenüber technisch „nicht überlegen“ ein, weshalb sich die Konsole nur kurzzeitig auf dem Videospielemarkt habe behaupten können. In dieser Zeit habe sie aber laut Spiegel Online „beachtliche“ Erfolge gefeiert. Nach Einschätzung des Computerspielemuseums Berlin „fristete“ das VC 4000 mit seinen „zweitklassigen“ Spielen dagegen „eher ein Nischendasein als billigere Variante der ‚richtigen‘ Konsolen wie dem Intellivision oder dem VCS von Atari“.
Einig sind sich jedoch alle Autoren darin, dass der VC 4000 die einzige in Westdeutschland entwickelte Videospielkonsole ist. Der Hersteller Interton habe laut der auf Heimcomputer spezialisierten Zeitschrift Happy Computer dabei zu denjenigen Firmen gehört, die „ein Riesengeschäft mit den Telespielkonsolen witterten“, denn in Deutschland gab es laut Forster mit dem Atari VCS 2600 nur einen einzigen ernstzunehmenden Konkurrenten.